# Mäksa (gemeente)
Mäksa (Estisch: Mäksa vald) was een gemeente in de Estische provincie Tartumaa. De gemeente telde 1723 inwoners op 1 januari 2017. In 2011 waren dat er 1656. De oppervlakte bedroeg 133,5 km².
De gemeente werd in oktober 2017 bij de fusiegemeente Kastre gevoegd.
Van de twaalf dorpen in de landgemeente hadden er vier meer dan honderd inwoners: naast het bestuurscentrum Melliste ook Kaagvere, Mäksa en Võõpste.

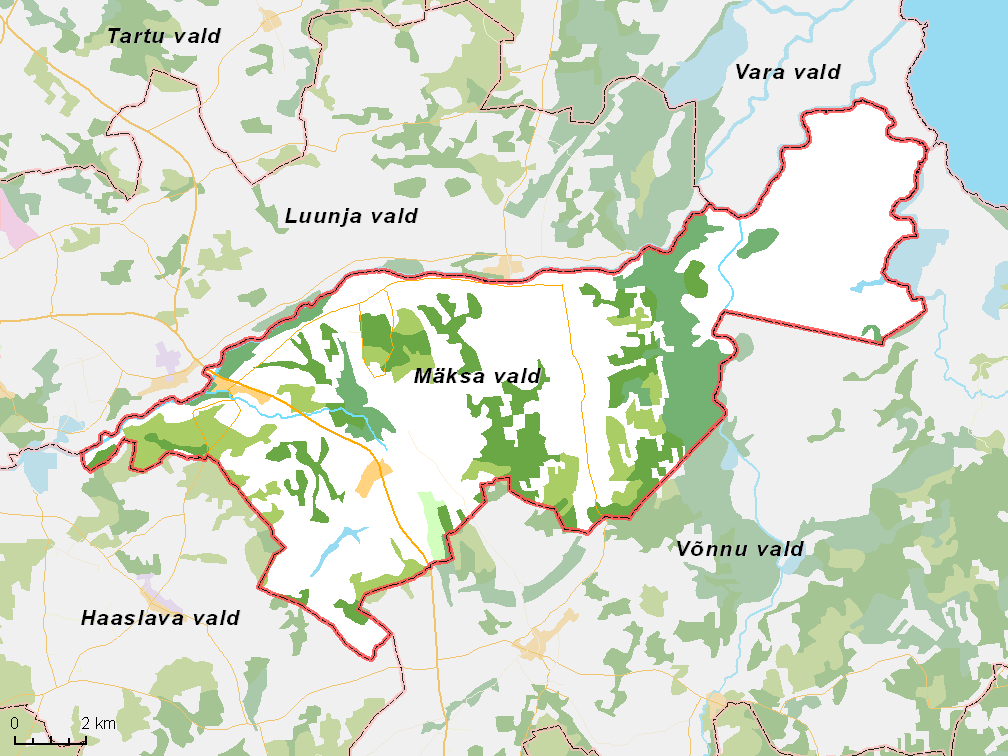
De gemeente met omliggende gemeenten, situatie begin 2017